# Červené Záhoří
Červené Záhoří (německy Roth Sahorsch) je vesnice, část obce Chotoviny v okrese Tábor v Jihočeském kraji. S vlastní vesnicí Chotoviny tvoří fakticky jeden urbanistický celek, zaujímá jeho jihozápadní, větší část, k níž patří i železniční trať se stanicí Chotoviny a průmyslová oblast mezi železniční tratí a dálnicí D3. Je zde evidováno 186 adres. V roce 2011 zde trvale žilo 492 obyvatel.
Červené Záhoří je také název katastrálního území o rozloze 2,45 km².

## Historie
První písemná zmínka o vesnici pochází z roku 1432.

## Obyvatelstvo
| Rok            | 1869 | 1880 | 1890 | 1900 | 1910 | 1921 | 1930 | 1950 | 1961 | 1970 | 1980 | 1991 | 2001 | 2011 | 2021 |
| -------------- | ---- | ---- | ---- | ---- | ---- | ---- | ---- | ---- | ---- | ---- | ---- | ---- | ---- | ---- | ---- |
| Počet obyvatel | 304  | 306  | 310  | 314  | 288  | 279  | 286  | 263  | 302  | 370  | 404  | 378  | 423  | 492  | 554  |
| Počet domů     | 34   | 35   | 37   | 38   | 44   | 46   | 58   | 61   | 61   | 88   | 108  | 135  | 154  | 176  | 194  |

## Obecní správa
Při sčítání lidu v letech 1850–1929 Červené Záhoří bylo osadou obce Chotoviny v okrese Tábor. V letech 1930–1959 bylo samostatnou obcí v okrese Tábor. Od roku 1960 je opět částí obce Chotoviny v okrese Tábor. V letech 1930–1959 k obci patřila Vrážná.

## Pamětihodnosti
- Socha svatého Jana Nepomuckého